# Jardins Moreno

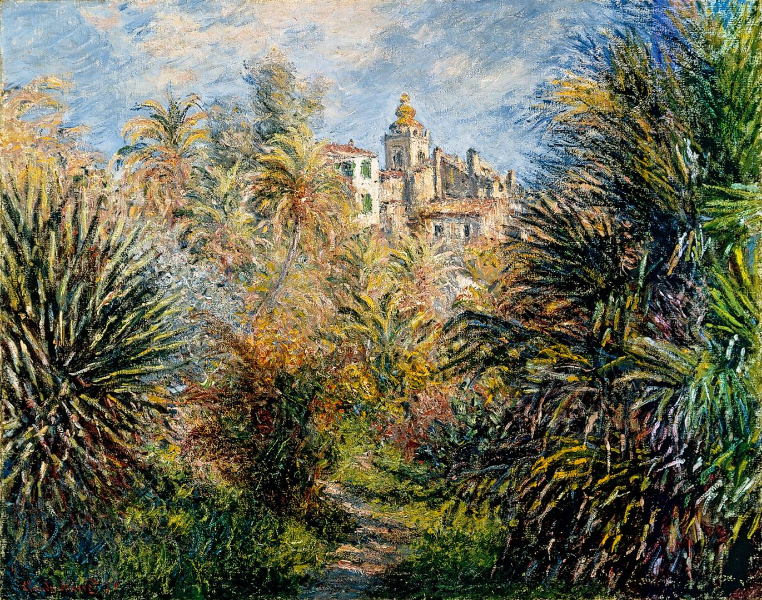
Les jardins Moreno à Bordighera, Claude Monet 1884 (Norton Museum of Art)

Les jardins Moreno de Bordighera n’existent plus dans leur entièreté, une toute petite partie survit dans les jardins Monet situés via Domenico Tumiati et dans des propriétés privées comme: Villa Palmizi, Villa Schiva, Villa Mariani etc. Villa Palmizi fait partie des biens protégés par la Surintendance pour les biens architecturaux et les paysages de la Ligurie.

## Historique
Ce jardin, cité plusieurs fois par Charles Garnier, Claude Monet et tous ceux qui visitaient la ville à l’époque, était très grand et très riche. Le jardin allait de la via Aurelia à la villa Moreno, et il arrivait presque à la via dei Colli et l'actuelle Villa Mariani. Il était si beau que souvent on l’ouvrait au public pour que tout le monde puisse en profiter.
Monsieur Francesco Moreno, propriétaire de la villa et des jardins, avait fait planter des palmiers, des orangers, des citronniers et toutes sortes de plantes qui pouvaient enrichir sa collection botanique. Malheureusement la villa Moreno, qui datait du XVIIe siècle, fut réquisitionnée à la mort du propriétaire en 1884 et le terrain fut mis en vente. Malgré l’opposition de certains riverains, entre autres Ludovic Winter, la ville prolongea la Via Romana vers l’ouest et le jardin fut coupé en deux. 
Actuellement il reste une minuscule partie ouverte au public qui s’appelle Giardini Monet. Une autre petite partie a été englobée par deux propriétés privées, la Villa Palmizi (au 15 de la via Romana), qui conserve le noyau de ce qui était Villa Moreno, et la Villa Schiva (au 18  de la via Romana) où on peut admirer le plus haut Pinus canariensis d’Europe. L’arbre, qui a été planté en 1830 dans le jardin de Villa Moreno, atteint environ 36 m de hauteur. Ce magnifique monument végétal est heureusement encore visible de l’extérieur e fait partie des arbres protégés par le "Corpo forestale dello Stato". Dans le jardin on peut aussi admirer Ginkgo biloba e la Jubaea spectabilis, un palmier à croissance lente.

## Curiosités
Pendant son séjour à Bordighera, le peintre Claude Monet demanda à son ami Durand-Ruel de pouvoir visiter les jardins « Il y a ici un M. Moreno qui habite une propriété merveilleuse mais dont l’accès n’est possible qu’avec recommandation. Si vous pouvez m’avoir cela, je serai bien content.»  Il représenta le jardin Moreno dans certains de ses tableaux, entre autres : "Bois d’oliviers au jardin Moreno" (1884), "Jardins de la villa Moreno" (1884), "Jardin Moreno à Bordighera" (1884).

## Galerie Photographique

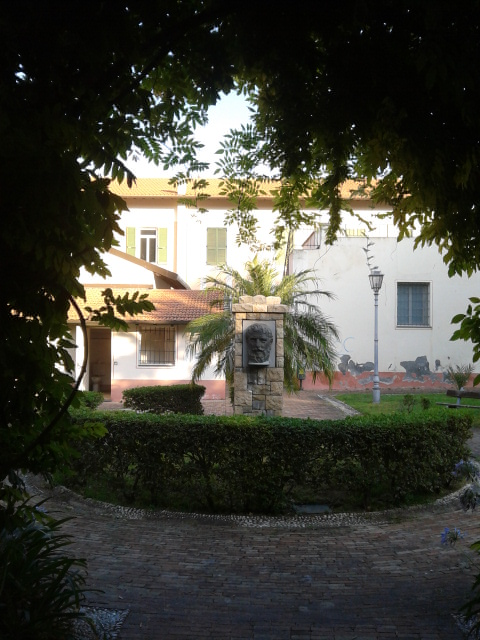
Buste de Monet.
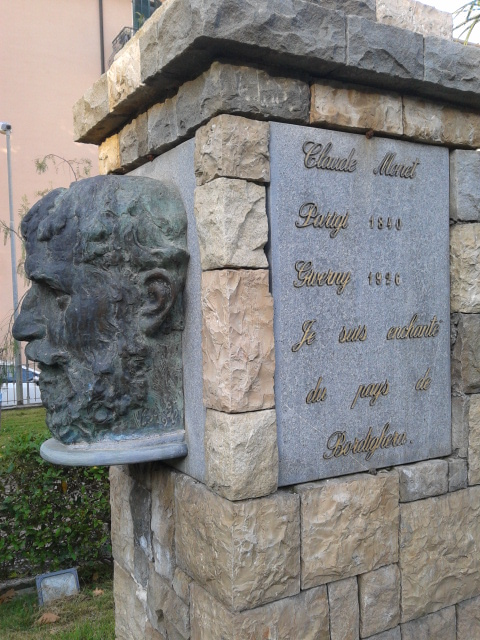
Détail du buste de Monet.
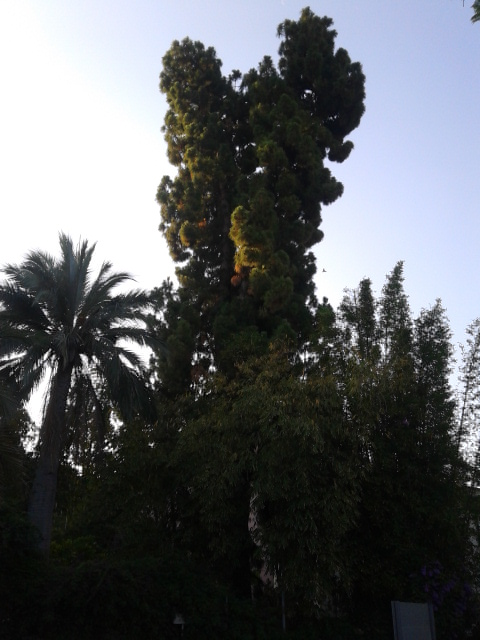
Le Pinus canariensis, le plus haut d'Europe.
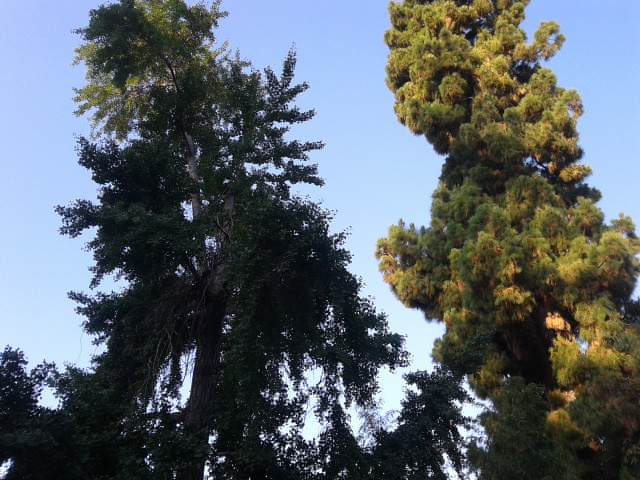
Ginko biloba et Pinus canariensis de l'ancien jardin Moreno.